# David Lansana
David Lansana (22 de março de 1922 - 19 de julho de 1975) foi o primeiro Comandante do Exército de Serra Leoa durante a era colonial. Depois que Serra Leoa se tornou independente, ele serviu como Adido Militar nos Estados Unidos. Lansana foi um dos oficiais mais ilustres da história das Forças Armadas de Serra Leoa. Ele foi um dos primeiros serra-leoneses a treinar na Real Academia Militar de Sandhurst, no Reino Unido.
Por meio de seu casamento com Komeh Gulama Lansana, filha do chefe supremo Julius Gulama, ele tornou-se parente da chefe supremo Ella Koblo Gulama e seu marido, o chefe supremo Bai Koblo Pathbana II, dois dos políticos mais influentes do país. Em 21 de março de 1967, David Lansana deu o primeiro golpe de Estado na história do estado independente de Serra Leoa. Lansana foi acusado de traição, sendo levado a julgamento e condenado à morte. Ele foi executado em 19 de julho de 1975.